# Szewczenko (hromada Pokrowsk)
Szewczenko (ukr. Шевченко) – osiedle na Ukrainie, w obwodzie donieckim, w rejonie pokrowskim, w hromadzie Pokrowsk. W 2025 liczyło 0 mieszkańców.